# 廖如龍
廖如龍（1558年—？年），號虛我，四川重慶府江津縣人，明朝政治人物。

## 生平
戊午五月二十九日生，治《春秋》，萬曆元年（1573年）癸酉科四川鄉試舉人，萬曆二十年（1592年）壬辰科第三甲第一百十六名進士。都察院觀政，授廣東惠州府推官，萬曆二十七年正月升户部主事，三十一年管通州草场，三十二年升员外郎，三十三年升户部郎中，本年十二月仕至河南右參議，三十六年加升副使，以考察降调。

## 家族
曾祖廖國柱；祖廖冑；父廖雲略，生员。